# Praveen Thipsay
Praveen Mahadeo Thipsay (Mumbai, 12 agosto 1959) è uno scacchista indiano.
Nel 2007 è diventato il 3° Grande Maestro dell'India, dopo Viswanathan Anand  e Dibyendu Barua.

## Principali risultati
Sette volte vincitore del Campionato indiano (1982, 1984, 1985, 1989, 1992, 1993 e 1994). 
Ha partecipato con l'India alle Olimpiadi degli scacchi del 1982, 1984, 1988, 1992, 1994, 1998 e  2002, ottenendo complessivamente il 57,9% dei punti.
Altri risultati di rilievo:
- 1982  – 3°-4° con Mark Taimanov a Nuova Delhi (vinse Josif Dorfman davanti a Viktor Kupreichik);[2]
- 1984  – realizza 6,5 punti su 10 nel Campionato britannico di Brighton (vinto da Nigel Short);
- 1985  – pari primo con Kevin Spraggett a Londra nel campionato del Commonwealth;
- 2004  – 2°-6° a Pune, dietro al vincitore Marat Dzhumaev; 2°-3° a Lucknow con Saidali Iuldachev e Chakkravarthy Deepan;
- 2007  – vince il torneo "All India Open" a Mangalore.[3]

Nel 1984 ha ricevuto il premio Arjuna Award , assegnato per meriti sportivi dal governo dell'India.
È sposato con il Maestro Internazionale femminile Bhagyashree Sathe Thipsay.